# Ceromitia libropis
Ceromitia libropis là một loài bướm đêm thuộc họ Adelidae. Loài này có ở Nam Phi.